# ポール・ペロシ襲撃事件
ポール・ペロシ襲撃事件（ポール・ペロシしゅうげきじけん）は、2022年10月28日にサンフランシスコのパシフィック・ハイツにあるナンシー・ペロシ連邦下院議長とその夫のポール・ペロシの邸宅に何者かがハンマーを持って侵入し、ポール・ペロシに危害を加えた事件。
ポールは重傷を負い、頭蓋骨骨折のために手術を受けた。
現場で逮捕されたのは42歳のカナダ人のデヴィッド・デパペである。彼はペロシ議長を人質にとり、尋問する計画だったと報じられている。彼は精神的な問題と薬物乱用の経歴があり、襲撃事件前にはQアノン、ピザゲート、2020年の選挙が盗まれたというドナルド・トランプの虚偽の主張と言った様々な極右の陰謀論を信じていた。オンライン上で彼は陰謀論的、人種差別的、性差別的、反ユダヤ的な投稿を行い、COVID-19ワクチンの誤情報を推していた。また彼のブログには妄想も含まれていた。
10月31日、デパペは2つの連邦犯罪（連邦公務員の肉親に対する暴行と連邦政府高官の誘拐未遂）で起訴された。また殺人未遂、住居侵入、凶器を用いた暴行を含む6つの州犯罪でも起訴された。事件から数日のうちにドナルド・トランプ元大統領を含む右派の著名人がこの事件に関する偽情報や誤報をシェアし、加害者の動機に疑問を投げかけ、事件は偽旗作戦であると主張した。

## 事件

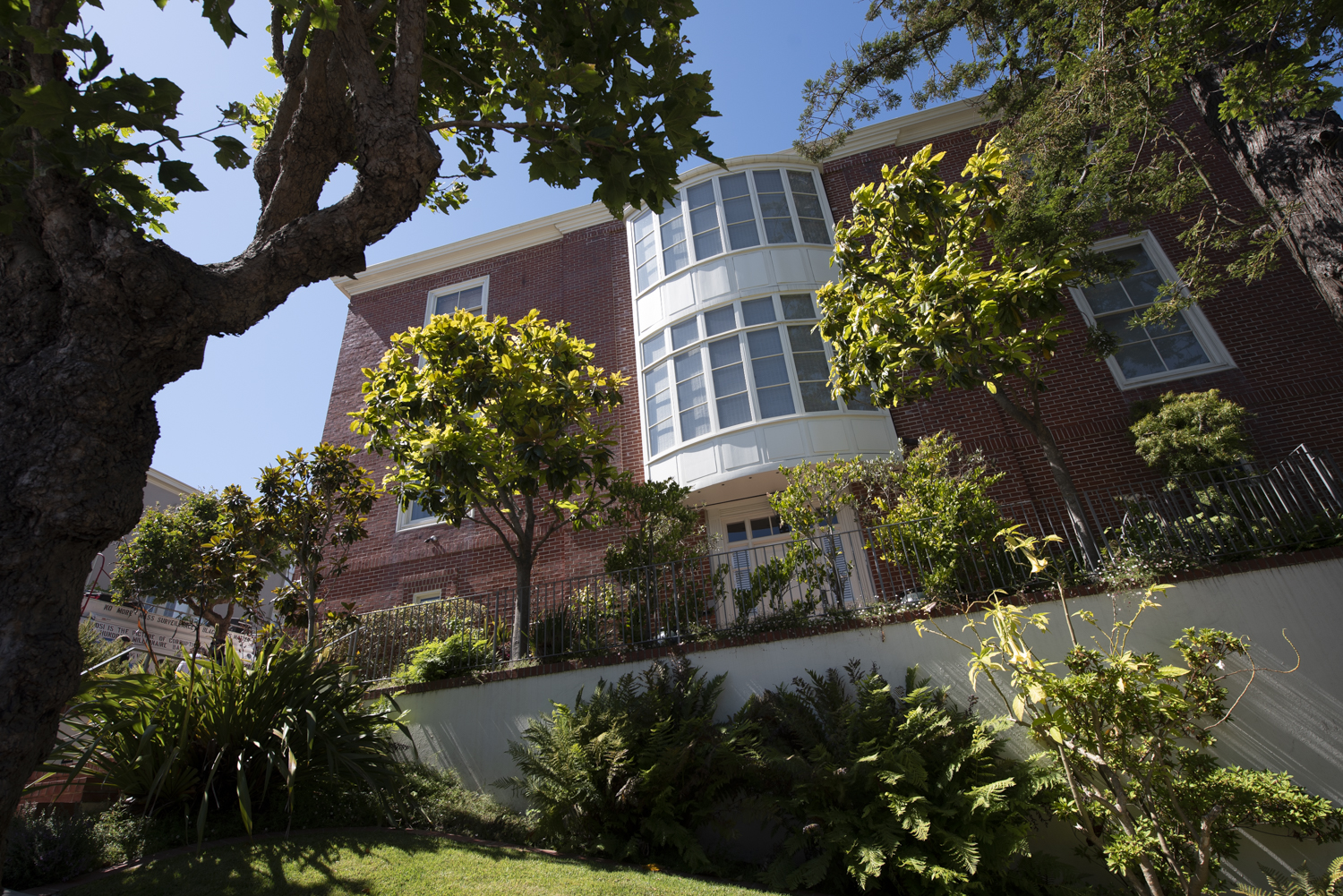
サンフランシスコのペロシ夫妻の自宅

警察の取り調べでデヴィッド・デパペはペロシ邸の裏のガラス張りのドアを破壊して侵入したと供述した。その後、警察官のボディ・カメラの映像が地面に落ちた割れたガラスを映し出した。侵入時にポール・ペロシは自宅3階の寝室で眠っていた。侵入者はペロシを起こし、「ナンシー」との会話を要求し、彼女の留守を告げると侵入者は待つと言った。
警察に助けを求めるペロシは侵入者にトイレに行きたいと告げた後、午前2時23分（PDT）に携帯電話で911に連絡した。彼は通話状態のままで「どうしたんだ? 何故ここにいるんだ? 私をどうするつもりだ?」と言った。これらの発言により911の通信係はウェルネス・チェックのためにペロシ救護に警察を派遣し、これが彼の命を救ったと言われている。
サンフランシスコ市警察職員はすぐにペロシ邸に到着し、午前2時31分にドアを叩いた。ペロシはドアを開けた。家の外から警察官は玄関でハンマーを取り合うデパペとペロシを目撃した。警察が2人に武器を捨てるように命じた後、デパペはハンマーを取り、82歳のペロシに「暴力的な攻撃」を1発食らわせた。その後警察はデパペに体当たりをして逮捕した。侵入者を逮捕した後、警察は彼のバックアップから複数の結束機、ダクトテープ、白いロープ、2つめのハンマー、ゴムと布の手袋を発見した。捜査当局によるとデパペはさらに潜在的な標的リストを所持していた。
ペロシはザッカーバーグ・サンフランシスコ総合病院で頭蓋骨骨折の手術を受けた。また手と右腕に重傷を負い、その治療も受けた。ペロシは11月3日に退院した。デパペは軽傷（特に肩の脱臼）により同病院で治療を受け、退院後にサンフランシスコ郡拘置所に収容された 。
ナンシーは襲撃事件時にワシントンD.C.に滞在していた。彼女は急いで政府専用機でサンフランシスコに戻り、車列が夫が治療を受けている病院までエスコートした。翌日、彼女は下院議員宛に「親愛なる同僚」の手紙を書き、彼女の大家族が「命に関わる襲撃に心を痛め、トラウマになっている」と述べ、夫を助けてくれた警察、救急隊、病院スタッフに感謝した。
ペロシは1ヶ月以上経ってからケネディ・センター名誉賞で妻と共に登場し、公の場に復帰した。彼は怪我を隠すために帽子と片手袋を着用していた。

## 捜査
連邦捜査局、サンフランシスコ市警察、合衆国議会警察、連邦検事、サンフランシスコ地方検事局がこの襲撃事件の捜査に関与した。
サンフランシスコ地方検事のブルック・ジェンキンスは襲撃の夜にデパペが行った声明から政治的な動機によるものと思われると述べた。
ミランダ警告の後、デパペはサンフランシスコ警察の取り調べに応じ、ナンシーを人質にするつもりだったと述べ、彼女を民主党が語る嘘の「群れのリーダー」とみなしていると語った。彼は自分は「専制政治」と戦っていると考え、自らをアメリカ合衆国建国の父となぞらえた。デパペはナンシーを誘拐して尋問し、「嘘をついた」なら膝蓋骨を折り、他の議員への「警告」として「彼女は議会に車椅子で通わせる」と考えていたと語った。彼はまた「決死の任務」にあり、更なる標的を考えていたと警察に語った。
攻撃の翌日、捜査当局は連邦捜査令状に基づいてデパペが過去2年間住んでいたカリフォルニア州リッチモンドのガレージを捜索した。捜査官はこの敷地から「ハンマー2つ、剣1本、ゴムと布の手袋1組」を押収したと報告した。
襲撃前にデパペは合衆国議会警察（USCP）に認知されておらず、脅威を追跡する連邦政府のデータベースにも登録されていなかった。
USCPはペロシ邸の外の防犯カメラにアクセスした。カメラは襲撃の8年前に設置されており、USCPがアクセスできる約1800台のカメラのネットワークのうちの1つであった。映像には加害者がガラスを割って家内に侵入する様子が映っていた。しかしながら襲撃当時にUSCPは外部の映像をリアルタイムで監視しておらず、こうしたカメラ監視はペロシ議長が在宅の時のみ行われていた。ペロシは他のどの議員よりも暴力的な脅迫を受けていたが（出張時は警備が同行）、彼女の自宅は24時間体制での保護はされていなかった。

## 加害者

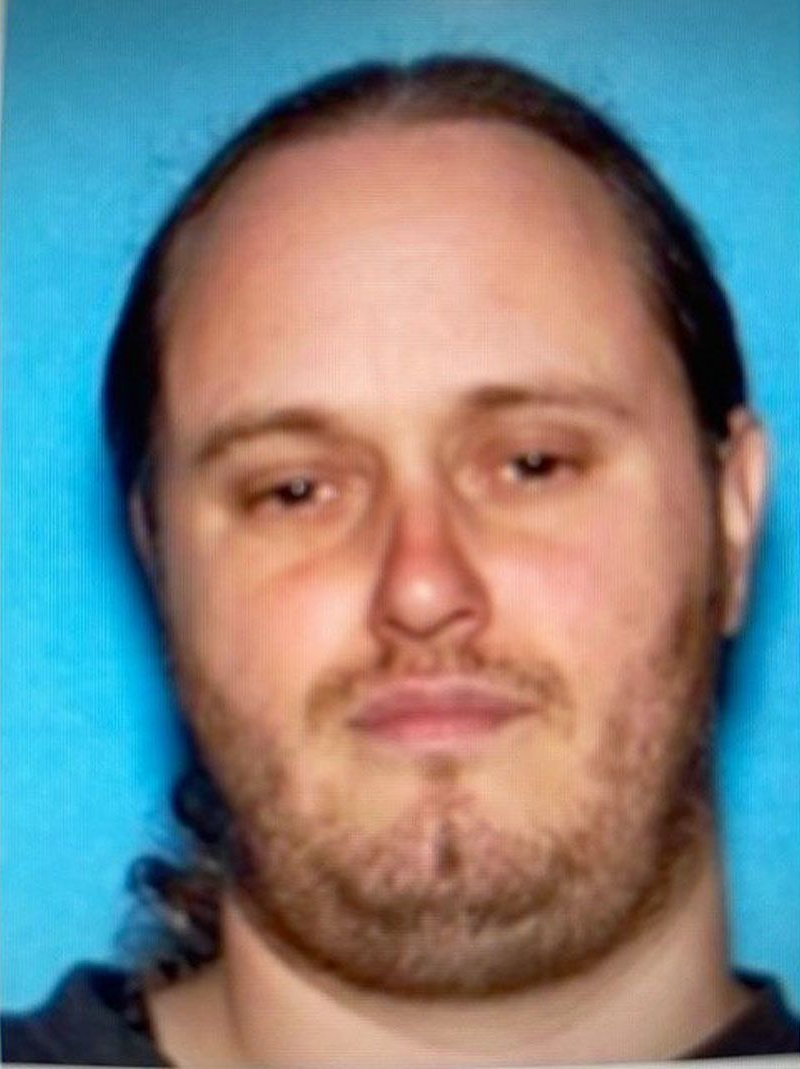
デヴィッド・デパペの運転免許証の写真

42歳のカナダ市民のデヴィッド・ウェイン・デパペ（David Wayne DePape）が襲撃現場で逮捕された。

### 事件前の生活
デパペはブリティッシュコロンビア州パウエルリバーで育ったカナダ国籍であり、事件当時はビザをオーバーステイしていた。
アームストロングで高校を卒業した後、2000年にアメリカ合衆国に移った。デパペはハワイ州でジプシー・タウブと出会い、彼女と共にカリフォルニア州に移った。彼はその頃には家族と疎遠になっていた。タウブが2013年のサンフランシスコの公共ヌードの最も有名な顔役の1人となる一方でデパペは重要な仲間であり続けていた。2013年時点で市の管理委員で後に州上院議員となるスコット・ウィーナーはタウブとデパペは「極めて攻撃的で不気味」なパブリック・ヌーディストのサブグループの一部であるが、デパペは不快にさせるために公共の場でヌードになることはなかったと説明した。
タウブの主張によると2009年にデパペとは破局し、それ以降の彼の精神状態は薬物乱用やその他の要因で悪化したとされている。タウブは2010年に帰宅した際のデパペは自身とイエス・キリストを同一視し、極度のパラノイアを示していたと述べた。またある知人はデペプが誇大妄想的な行動をとり、自分をイエス・キリストになぞらえたメールを何度も送ってきたため2012年に関係を絶ったと証言した。しかしながらデパペはタウブのサークの一員であり続け、2013年の彼女の結婚式では新郎付き添い人を務め、タウブとその配偶者と3人の子供たちと同じ家に住み続けていた。彼らはある時点では関係を再燃させていたが、2015年にデペプが家を出てホームレスとなって以降は「破局」状態であった。しかしながらタウブが逮捕されるまでに2人は断続的に連絡を取り続けていた。
襲撃事件時点でのデパペはカリフォルニア州リッチモンドに居住し、その3年前からガレージを借りて暮らしていた。逮捕前の6年間はウッドデッキを作る男を手伝っていた。

### ソーシャルメディア上での活動
2007年にデパペは個人ブログを開始し、当初はスピリチュアリティやイボガインの記事を書いていた。攻撃前の数ヶ月間は長期の休止期間からブログ執筆を再開し、今度は陰謀論やオルタナ右翼的な政治について書いていた。デパペは、オルタナ右翼の総本山として知られている4chanのアクティブユーザーであり、ソーシャルメディア・プラットフォームや少なくとも2つのブログへの複数の投稿でデパペは極右の見解を支持し、Qアノンやピザゲートをはじめとする極右の陰謀論を宣伝したほか、極右のインターネット・ミームをシェアしていた。
2021年、デパペはマイ・ピロウのCEOのマイク・リンデルが2020年アメリカ合衆国大統領選挙が盗まれたという虚偽の主張する動画を投稿した。また2022年にはCOVID-19ワクチンが致死的でデータが隠蔽されていると主張する誤情報の動画をリンクし、またジョージ・フロイドは警察官のデレク・ショーヴィンにより殺されたのではなく薬物の過剰摂取で死亡したと主張した。デパペはゲーマーゲート集団嫌がらせ事件の影響により2014年に右派思想に転向したと明かしている。また保守系作家のジョーダン・ピーターソンとジェームズ・A・リンゼイに憧れを抱いていると述べている。事件の1ヶ月前にデペプの名前で書かれたウェブサイトではトランプが主張する不正選挙説に異を唱えるジャーナリストたちは「そのまま通りに引きずり出されて銃殺されるべきだ」と宣言されていた。デパペはユダヤ人、移民、有色人種、LGBTQの人々、ソーシャル・ジャスティス・ウォリアー、カトリック、ムスリムを攻撃していた。彼はさらにアドルフ・ヒトラーの無罪を宣言し、ホロコーストを否定し、2022年ロシアのウクライナ侵攻をユダヤ人が指揮したと非難するなど様々な反ユダヤ的な陰謀論を宣伝した。彼のオンライン上の投稿は妄想的なものが多く、イエスを「反キリスト」と攻撃したり、目に見えない妖精とのコミュニケーションやオカルトへの言及も含まれていた。攻撃前日に公開された彼の最後の投稿は「なぜ大学はカルトに染まりつつあるのか」（"Why Colleges are becoming Cults"）だった。
所属政党記録によると2014年時点でのデペプは緑の党であり、タウブによると当時の両者は「極右というよりも極左」であった。過激派とテロリズムの専門家によれば、左翼のフリンジ運動から極右へというような思想の転向は「サイド・スイッチング」として捉えることができ、反ユダヤ主義、反政府姿勢、ミソジニー的信念といった「橋渡し領域」を通して「相互に排他的または敵対的なイデオロギー」の間を移動することはオンライン上で過激化した人々のあいだではよく見られる現象であるとされる。

## 州および連邦政府の起訴
10月31日、連邦検察はデペプを「公務中の連邦公務員の誘拐未遂」と「連邦公務員の肉親を危険な武器で暴行し、重傷を負わせた」容疑で訴追し、さらに11月9日に連邦大陪審が同じ2つの罪状で彼を起訴した。11月3日、移民・関税執行局はデペプの移民拘留を申し立て、彼の身柄を釈放後に拘束し、国外退去を可能とする意向を明かした。
10月31日、サンフランシスコ地方検事局は殺人未遂、住居侵入、高齢者虐待、凶器所持による襲撃、高齢者の不法監禁、公務員家族への脅迫の6つの重罪を含むデペプに対する州検察への訴追を行った。11月1日にサンフランシスコ上級裁判所で行われた罪状認否でデペプは州の訴追について無罪を主張した。もしすべての州訴追が有罪となればデペプは13年から終身刑の判決を受けることとなる。11月4日、彼は保釈を拒否された。予備審問は12月14日に行われた。
2023年11月16日、サンフランシスコ連邦地裁の陪審はデパプに有罪評決を出した。5月17日、地裁が禁錮30年の判決を言い渡した。

## 反応
大統領のジョー・バイデンはペロシ家への支援を表明し、政治的暴力、憎悪、暴言が多すぎると述べた。バイデンはポール・ペロシへの攻撃を2021年アメリカ合衆国議会議事堂襲撃事件と比較し、共和党員が「選挙が盗まれた」や「コロナウイルスはウソだ」と主張することは、「バランス感覚を欠いた人々に影響を与えるかもしれない」と語った。また副大統領のカマラ・ハリスは現在の政治情勢が襲撃事件を触発したのだと非難した。カリフォルニア州知事のギャビン・ニューサムはペロシへの「凶悪な攻撃」は「命を危険にさらし、我々の民主主義そのものを蝕んでいる、分断的で憎悪に満ちたレトリックの危険な結果のさらに別の例」であると述べた。サンフランシスコ市長のロンドン・ブリードは攻撃を「ゾッとする、怖い事件」と呼び、ペロシの家族への支援を申し出、最初の対応者への感謝を表明した。この襲撃事件と暴力や脅迫に対する幅広い懸念から議員たちから警備の強化を求める声が上がった。
ペロシへの攻撃は上院多数党院内総務のチャック・シューマー、上院少数党院内総務のミッチ・マコーネル、下院少数党院内幹事で2017年議会野球銃撃事件に巻き込まれたスティーブ・スカリース、下院少数党院内総務のケビン・マッカーシー、上院少数党院内幹事のジョン・スーンにより非難された。
共和党関係者は襲撃事件について賛否を呼ぶメッセージを発信し、民主党からの批判を呼んだ。多くの共和党員は非難していたが、一方で陰謀論を拡散する者もいた。一部の攻撃を非難した共和党員は暴力的レトリックと政治暴力に対して「双方」を批判する声明を発表した。ペロシ襲撃以前から陰謀論を拡散したり襲撃そのものに関する陰謀論を拡散する同僚に対して声を上げる共和党員はほとんどいなかった。共和党全国委員会議長のロナ・マクダニエルや共和党全国議会委員会議長のトム・エマーといった共和党高官はナンシーへの中傷を含む共和党の扇動的なレトリックが暴力の危険を孕む雰囲気を助長しているという主張を否定した。襲撃事件の1週間前にエマーは#FirePelosiというハッシュタグをつけて自分が銃を撃っている動画を投稿し、事件後は宣伝で銃を使うべきだったかという質問をはぐらかした。共和党員の中にはこの攻撃についてジョークを言う者もいた。共和党員のバージニア州知事であるグレン・ヤンキンは「暴力はあってはならないが、彼と一緒にいてもらうためにナンシー・ペロシをカリフォルニアに送り返そう」と発言し、物議を醸した。
ナンシー・ペロシはその後、2022年中間選挙で共和党が期待外れと広く言われている結果を出したのは襲撃事件への彼らの「恐ろしい反応」が一因であるとコメントした。

### 誤報と偽情報
著名な右派の人物は襲撃事件に関する誤報と偽情報をシェアした。攻撃から数日のうちにそのような主張は共和党主流派のあいだで広まった。『ニューヨーク・タイムズ』はその主張が「デパペ氏の見解から注意を逸らすことを意図していると思われる」と指摘した。襲撃事件に関する誤報を流した右派の人物にはロジャー・ストーン、ディネシュ・ドゥスーザ、スティーブン・バノンなどがおり、彼らは皆襲撃事件が「偽旗」である可能性をほのめかした。ペロシ襲撃について流布された嘘の中にはホモフォビアに基づくものもあった。
イーロン・マスクは襲撃事件は酔ったポール・ペロシが男娼と喧嘩をしたことから生じたとする右派の偽ニュースサイトの記事とツイートをシェアした。マスクは2万4000のリツイートと8万6000のいいね!を集めた数時間後にツイートを削除した。
共和党下院議員のクレイ・ヒギンズ（ルイジアナ州）、マージョリー・テイラー・グリーン（ジョージア州）、クラウディア・テニー（ニューヨーク州）、さらにはドナルド・トランプ・ジュニアと元ミルウォーキー郡保安官のデヴィッド・クラーク・ジュニアは事件についてさらにペロシが犯人と知り合いであったとか男性売春に関わっていたといった誤情報を流布した。様々な陰謀論に言及する保守系トーク・ラジオ番組の司会者であるチャーリー・カークはデパペを「救済」して「彼にいくつかの質問をする」ことによって彼の聴衆者の中から「驚くべき愛国者」を「中間期の英雄」にするよう呼びかけた。事件の数日後に元大統領のドナルド・トランプも事件についての陰謀論を拡散し、襲撃は演出されたものである可能性を示唆した。一部右派識者の中にはペロシ襲撃は標的を定めた攻撃では無く、民主党員を非難する無差別犯罪であると主張する者もいた。誤情報の拡散者の中には事件直後の一部報道機関の初期の不正確な報道を利用したものもあった。報道機関側が訂正しているにもかかららずこれらの情報は根拠の無い陰謀論を助長し、オンライン上や右派サークル内で広まっていった。
『ワシントン・ポスト』のコラムニストであるフィリップ・バンプは事件に関する誤情報に基づいた物語は「右翼のレトリックがどこに問題があるかを論じる代わりに、民主党が間違ったか」に焦点を当てるか、「民主党指導者を実際の暴力の標的ではなく、代わりに本物の悪人として」描くかのいずれかであると書いている。この場合、こうした物語はソーシャルメディアの右派ユーザーの間で人気を博し、その理由についてバンプは「極端な陰謀論を求める聴衆」、「それらを吟味して促進するインフラ」、「自己修正への関心の極端な低さ」があると分析した。

## 関連文献
- “Read our full coverage of the violent attack on Paul Pelosi”. The Los Angeles Times. (2022年10月28日) 2022年10月28日閲覧。
- "Man Charged with Assault and Attempted Kidnapping Following Breaking and Entering of Pelosi Residence" (Press release). United States Department of Justice Office of Public Affairs. 31 October 2022. 2022年10月31日時点のオリジナルよりアーカイブ。2022年10月31日閲覧。